# Walkabout
„Walkabout“ е британски филм от 1971 година, приключенска драма на режисьора Никълъс Роуг по сценарий на Едуард Бонд, базиран на едноименния роман от Джеймс Ванс Маршал.
В центъра на сюжета са младо момиче и малкият ѝ брат, изоставени от баща им, който се самоубива в изолирана област в Австралия. Те успяват да оцелеят, след като срещат младеж абориген, който им помага да се върнат в населен район. Главните роли се изпълняват от Джени Агътър, Люк Роуг, Дейвид Гълпилил.
„Walkabout“ е номиниран за наградата „Златна палма“.